# Liste des localités de l'Île-du-Prince-Édouard
Voici une liste des villes, villages et hameaux de la province canadienne de l'Île-du-Prince-Édouard. Voir aussi la liste des municipalités de l'Île-du-Prince-Édouard.

## Liste

### 1, 2, ...
- 48 Road

### A
- Abegweit
- Abney
- Abrams-Village
- Afton
- Afton Road
- Alaska
- Alberton
- Albion
- Albion Cross
- Alexandra
- Alma
- Alliston
- Anglo Tignish
- Annandale
- Annandale-Little Pond-Howe Bay
- Appin Road
- Arlington
- Ascension
- Avondale

### B
- Baldwin Road
- Baltic
- Bangor
- Bayfield
- Bayside
- Bayview
- Bay Fortune
- Beach Point
- Bear River
- Beaton Road
- Bedeque
- Bedford Corner
- Belfast
- Belle River
- Bellevue
- Belmont
- Big Pond
- Birch Hill
- Black Banks
- Bloomfield
- Bloomfield Corner
- Bonshaw
- Borden-Carleton
- Bothwell
- Brackley
- Brackley Beach
- Brae
- Breadalbane
- Bridgetown
- Bristol
- Brockton
- Brookfield
- Brooklyn
- Brudenell
- Bunbury
- Burlington
- Burnt Point
- Burton
- Byrnes Road

### C
- Cable Head East
- Cable Head West
- Caledonia
- Cambridge
- Campbells Cove
- Campbellton
- Cape Traverse Landing
- Cape Wolfe
- Cardigan
- Cardigan North
- Cardross
- Carleton
- Carleton Siding
- Cascumpec
- Cavendish
- Central Bedeque
- Central Kildare
- Central Kings
- Chepstow
- China Point
- Christopher Cross
- Churchill
- Church Road
- Clearspring
- Clyde River
- Coleman
- Commercial Cross
- Conway
- Corraville
- Covehead
- Covehead Road
- Crapaud
- Cross Roads
- Culloden
- Cumberland

### D
- Dalvay by the Sea
- Darlington
- Darnley
- Days Corner
- DeBlois
- DeGros Marsh
- Derby
- DeSable
- Dingwell
- Dingwells Mills
- Dock Corner
- Donagh
- Donaldston
- Dover
- Dromore
- Dunblane
- Dundas
- Dundee
- Dunstaffnage
- Duvar

### E
- Earnscliffe
- East Point
- Eastern Kings
- Eglington
- Eldon
- Ellerslie
- Elmira
- Elmsdale
- Emerald Junction
- Enmore

### F
- Fairfield
- Farmington
- Fernwood
- Five Houses
- Flat River
- Fodlha
- Forest Hill
- Forestview
- Fortune Bridge
- Fortune Cove
- Founds Mills
- Foxley River
- Fredericton
- Freeland

### G
- Garfield
- Gaspereaux
- Georgetown
- Gladstone
- Glencorradale
- Glenfanning
- Glengarry
- Glenmartin
- Glenwood
- Goose River
- Gowan Brae
- Grahams Road
- Grand River
- Grand Tracadie
- Grandview
- Green Meadows
- Green Road
- Greenfield
- Greenmount
- Greenmount-Montrose
- Greenvale
- Greenwich
- Guernsey Cove

### H
- Halliburton
- Hampshire
- Hampton
- Harper
- Hazelbrook
- Head of Cardigan
- Head of Hillsborough
- Head of Montague
- Heatherdale
- Hebron
- Hermanville
- Highfield
- Higgins Road
- High Bank
- Hopefield
- Howlan
- Hunter River
- Huntley

### I
- Indian River
- Inverness
- Iona
- Iris

### J
- Johnstons River
- Judes Point

### K
- Kelly Road
- Kensington
- Kildare
- Kildare Capes
- Kilmuir
- Kingsboro
- Kingston
- Kinkora
- Kinross
- Knutsford

### L
- Lady Slipper
- Lakeville
- Launching Place
- Lauretta
- Leards Mill
- Lennox Island
- Leoville
- Lewes
- Linkletter
- Little Harbour
- Little Pond
- Little Sands
- Locke Road
- Lorne Valley
- Lower Montague
- Lower Newtown
- Lower Rollo Bay

### M
- Malpeque Bay
- Martinvale
- McNeills Mills
- Meadow Bank
- Mellville
- Midgell
- Mill River East
- Mill Road
- Milltown Cross
- Miltonvale Park
- Miminegash
- Miscouche
- Montague
- Montrose
- Monticello
- Morell
- Morell East
- Mount Buchanan
- Mount Hope
- Mount Royal
- Mount Stewart
- Mount Vernon
- Munns Road
- Murray Harbour
- Murray Harbour North
- Murray River

### N
- Nail Pond
- Naufrage
- New Acadia
- New Dominion
- New Glasgow
- New Haven-Riverdale
- New London
- New Perth
- New Zealand
- Newport
- Newtown Cross
- North Enmore
- North Lake
- North Rustico
- North Shore
- North Wiltshire
- Northport
- Norway

### O
- O'Brien Road
- O'Leary
- Orwell
- Orwell Cove

### P
- Palmer Road
- Palmer Road North
- Panmure Island
- Peakes Road
- Pembroke
- Peters Road
- Peterville
- Pinette
- Piusville
- Pleasant Grove
- Pleasant View
- Point Pleasant
- Point Prim
- Poplar Grove
- Poplar Point
- Portage
- Port Hill
- Port Hill Station
- Priest Pond
- Primrose

### R
- Red House
- Red Point
- Richmond
- Riverton
- Rock Barra
- Rollo Bay
- Rosebank
- Roseberry
- Roseneath
- Roseville
- Roxbury

### S
- Saint-Anthony
- Saint Catherines
- Saint-Charles
- Saint Edward
- Saint-Félix
- Saint Lawrence
- Saint-Louis
- Saint Margarets
- Saint Marys Road
- Saint Peter and Saint Paul
- Saint-Roch
- Scotchfort
- Seacow Pond
- Selkirk
- Sherbrooke
- Skinners Pond
- Souris
- Souris Line Road
- Souris West
- South Lake
- Southampton
- Springhill
- Stanhope
- Strathcona
- St. Peters Bay
- Summerfield
- Summerside
- Surrey

### T
- Tignish
- Tignish Shore
- Tracadie
- Tyne Valley

### U
- Uigg
- Union Road
- Unionvale
- Urbainville

### V
- Valley
- Valleyfield
- Vernon Bridge
- Vernon River
- Victoria
- Victoria Cross

### W
- Warren Grove
- Waterford
- Watervale
- Wellington
- West Cape
- West Devon
- West Point
- West River
- Whim Road
- White Sands
- Windon
- Winsloe South
- Wood Islands
- Woodstock
- Woodvale
- Woodville Mills

### Y
- York
- York Point

### Fictif
- Avonlea